# Bondeslutspel
Den här artikeln använder algebraisk schacknotation för att beskriva schackdragen.
Bondelutspel är slutspel i schack där endast kungar och bönder återstår. Det är viktigt att veta när dessa slutspel går att vinna för att kunna avgöra när man ska byta av andra pjäser och gå över i ett bondeslutspel.
Bondeslutspel går oftast att vinna när den ena sidan har ett materiellt överläge. Avgörande faktorer är kungarnas position och om det går att forcera en fribonde, det vill säga en bonde som kan avancera utan att hindras av motståndarens bönder.

## Opposition
Ett viktigt begrepp i bondeslutspel är oppositionen. Den som inte är vid draget i det första diagrammet sägs ha opposition.
Om vit har opposition kan han tränga fram genom 1...Kd6 2.Kf5 Ke7 3.Ke5 och vit har åter oppostion. Om svart däremot har oppostion kan han hindra vit genom 1.Kd4 Kd6 2.Kc4 Kc6 etc.
Oppositionen är inte ett självändamål utan ett medel för att kunna tränga fram till nyckelfält som krävs för att till exempel erövra en bonde eller lotsa ner en bonde i dam. Det andra diagrammet visar betydelsen av oppositionen.
Om svart är vid draget vinner vit efter 1...Ke7 2.Kc6 Kd8 3.d5 (även 3.Kd6 Ke8 4.Kc7 Ke7 5.d5 vinner) 3...Kc8 4.d6 Kd8 5.d7 Ke7 6.Kc7.
Om vit är vid draget håller svart remi.

### Fjärr- och diagonalopposition
I det första diagrammet spelade Fischer 1...Kb8! och partiet togs remi. Alla andra drag leder till förlust för svart, till exempel 1...Kb7? 2.Kb5 och vit har opposition och vinner eller 1...Kd8? 2.Kb5 och vits kung tränger fram till a6 med vinst.
Efter 1...Kb8 kan vit inte tränga fram, till exempel 2.Kc5 Kc7 3.Kb5 Kb7 4.Ka5 Ka7 med remi.
Fischers drag ovan är ett exempel på fjärropposition. Den som inte är vid draget när det är ett udda antal fält mellan kungarna har fjärropposition. Poängen är att man kan tvinga till sig direkt opposition när kungarna avancerar.
Det andra diagrammet visar ett annat exempel på detta. Vit kan skaffa sig fjärropposition genom 1.Ke2. Om svart nu spelar ”normalt” kan fortsättningen bli 1...Ke7 2.Ke3 Ke6 3.Ke4 och vit har opposition. Vit vinner nu efter 3...Kd6 (eller 3...Kf6 4.Kf4!) 4.Kd4! (om vit spelar Kf5 går både vits och svarts bönder i dam) 4...Kc6 5.Ke5.
Svart kan vara lurigare och spela 1...Kf8 och om nu 2.Ke3 så 2...Ke7 och svart har fjärropposition och håller remi. Vit spelar därför i stället 2.Kd3! Ke7 (annars tränger vit in med Kc5) 3.Ke3! och vit har åter fjärroppostion.
En annan typ av opposition är diagonalopposition som har ungefär samma poäng som fjärroppostion. Om exempelvis vits kung står på e6 och svarts kung på c8, så kan vit tvinga till sig direkt opposition, antingen vertikalt (efter 1...Kd8 2.Kd6) eller horisontellt (efter 1...Kc7 2.Ke7). Mer allmänt gäller detta om det är ett udda antal linjer och rader mellan kungarna.

### Triangulering
Triangulering är ett sätt att förlora ett tempo och skaffa sig opposition. Det bygger på att man själv kan göra tre drag och komma tillbaka till utgångsställningen medan motståndaren inte har samma rörelsefrihet.
I det första diagrammet leder 1.Kc5 Kc7 eller 1.Kd6 Kd8 ingenstans. Men om svart vore vid draget så skulle vit vinna efter t ex 1...Kc7 2.Kc5 Kc8 3.Kb6 eller 1...Kd8 2.Kd6 Kc8 3.c7. 
Vit måste alltså triangulera med 1.Kc4 Kd8 2.Kd4 Kc8 3.Kd5 och vit har uppnått utgångsställningen med svart vid draget.
Det andra diagrammet visar en annan enkel ställning som är viktig att känna till.
Om vit skulle försöka 1.Ke5? så hamnar han i dragtvång efter 1...Kc4 och förlorar partiet. Bättre är 1.Kf5 och om nu 1...Kc4? så är det svart som förlorar efter 2.Ke5. Svart kan inte heller behålla symmetrin med 1...Kb4? för då vinner vit med 2.Ke6! Kc4 3.Ke5.
Svart måste i stället backa med kungen med 1...Kb6 (eller 1...Kc6). Vit vinner då bonden med 2.Ke6 Kc6 3.Ke5 men svart skaffar sig opposition efter 3...Kc7 4.Kxd5 Kd7 och håller remi.

## Kung och bonde mot ensam kung
Kung och bonde mot ensam kung är det mest grundläggande slutspelet. En bonde understödd av kungen vinner om kungen är framför bonden och 
- Kungen har opposition eller
- Kungen når sjätte raden.

Om kungen är bakom bonden kan den försvarande kungen hålla remi. Kantbönder är ett specialfall som beskrivs separat.
Under Opposition ovan beskrivs hur man vinner när man har opposition. Om kungen når sjätte raden, som i det första diagrammet, så är det vinst även om motståndaren har opposition.
Efter 1.Ke6 Ke8 2.d6 uppkommer den viktiga ställningen i det andra diagrammet där vit vinner om svart är vid draget.
2...Kd8 3.d7 Kc7 4.Ke7 och bonden går i dam.
För springarbönder finns en möjlighet att spela fel som man bör känna till.
I det första diagrammet är 1.Kc6 ett misstag. Svart svarar 1...Ka7! och nu leder 2.b6? Ka8! till remi eftersom 3.Kc7 är patt. Rätt är i stället 1.Ka6 Ka8 2.b6 Kb8 3.b7 Kc7 4.Ka7.
Om kungen inte har nått sjätte raden och inte har opposition, som i det andra diagrammet, kan svart försvara sig på följande sätt.
1.Ke5 Ke7
Vit kan inte tränga fram med kungen utan måste avancera med bonden.
2.d5 Kd7 3.d6 Kd8
Kungen måste gå hit! 3...Ke8?? är ett grovt fel som förlorar efter 4.Ke6.
4.Ke6 Ke8 5.d7+ Kd8 med patt efter 6.Kd6.
|   | a                                          | b                                          | c                                          | d                                          | e                                          | f                                          | g                                          | h                                          |   |
| 8 | f8 svart kung · c3 vit bonde · d1 vit kung | f8 svart kung · c3 vit bonde · d1 vit kung | f8 svart kung · c3 vit bonde · d1 vit kung | f8 svart kung · c3 vit bonde · d1 vit kung | f8 svart kung · c3 vit bonde · d1 vit kung | f8 svart kung · c3 vit bonde · d1 vit kung | f8 svart kung · c3 vit bonde · d1 vit kung | f8 svart kung · c3 vit bonde · d1 vit kung | 8 |
| 7 | f8 svart kung · c3 vit bonde · d1 vit kung | f8 svart kung · c3 vit bonde · d1 vit kung | f8 svart kung · c3 vit bonde · d1 vit kung | f8 svart kung · c3 vit bonde · d1 vit kung | f8 svart kung · c3 vit bonde · d1 vit kung | f8 svart kung · c3 vit bonde · d1 vit kung | f8 svart kung · c3 vit bonde · d1 vit kung | f8 svart kung · c3 vit bonde · d1 vit kung | 7 |
| 6 | f8 svart kung · c3 vit bonde · d1 vit kung | f8 svart kung · c3 vit bonde · d1 vit kung | f8 svart kung · c3 vit bonde · d1 vit kung | f8 svart kung · c3 vit bonde · d1 vit kung | f8 svart kung · c3 vit bonde · d1 vit kung | f8 svart kung · c3 vit bonde · d1 vit kung | f8 svart kung · c3 vit bonde · d1 vit kung | f8 svart kung · c3 vit bonde · d1 vit kung | 6 |
| 5 | f8 svart kung · c3 vit bonde · d1 vit kung | f8 svart kung · c3 vit bonde · d1 vit kung | f8 svart kung · c3 vit bonde · d1 vit kung | f8 svart kung · c3 vit bonde · d1 vit kung | f8 svart kung · c3 vit bonde · d1 vit kung | f8 svart kung · c3 vit bonde · d1 vit kung | f8 svart kung · c3 vit bonde · d1 vit kung | f8 svart kung · c3 vit bonde · d1 vit kung | 5 |
| 4 | f8 svart kung · c3 vit bonde · d1 vit kung | f8 svart kung · c3 vit bonde · d1 vit kung | f8 svart kung · c3 vit bonde · d1 vit kung | f8 svart kung · c3 vit bonde · d1 vit kung | f8 svart kung · c3 vit bonde · d1 vit kung | f8 svart kung · c3 vit bonde · d1 vit kung | f8 svart kung · c3 vit bonde · d1 vit kung | f8 svart kung · c3 vit bonde · d1 vit kung | 4 |
| 3 | f8 svart kung · c3 vit bonde · d1 vit kung | f8 svart kung · c3 vit bonde · d1 vit kung | f8 svart kung · c3 vit bonde · d1 vit kung | f8 svart kung · c3 vit bonde · d1 vit kung | f8 svart kung · c3 vit bonde · d1 vit kung | f8 svart kung · c3 vit bonde · d1 vit kung | f8 svart kung · c3 vit bonde · d1 vit kung | f8 svart kung · c3 vit bonde · d1 vit kung | 3 |
| 2 | f8 svart kung · c3 vit bonde · d1 vit kung | f8 svart kung · c3 vit bonde · d1 vit kung | f8 svart kung · c3 vit bonde · d1 vit kung | f8 svart kung · c3 vit bonde · d1 vit kung | f8 svart kung · c3 vit bonde · d1 vit kung | f8 svart kung · c3 vit bonde · d1 vit kung | f8 svart kung · c3 vit bonde · d1 vit kung | f8 svart kung · c3 vit bonde · d1 vit kung | 2 |
| 1 | f8 svart kung · c3 vit bonde · d1 vit kung | f8 svart kung · c3 vit bonde · d1 vit kung | f8 svart kung · c3 vit bonde · d1 vit kung | f8 svart kung · c3 vit bonde · d1 vit kung | f8 svart kung · c3 vit bonde · d1 vit kung | f8 svart kung · c3 vit bonde · d1 vit kung | f8 svart kung · c3 vit bonde · d1 vit kung | f8 svart kung · c3 vit bonde · d1 vit kung | 1 |
|   | a                                          | b                                          | c                                          | d                                          | e                                          | f                                          | g                                          | h                                          |   |

Studien i nästa diagram visar betydelsen av att båda komma framför bonden och ha opposition.
Om vit inte tänker sig för utan spelar 1.Kd2 Ke7 2. Kd3 så tar svart oppositionen efter 2...Kd7! 3.Kc4 Kc6 och partiet blir remi.
Rätt metod är i stället att gå på andra sidan bonden 1.Kc2! Ke7 2.Kb3 Kd6 3.Kb4 Kc6 (annars följer 4.Kb5) 4.Kc4 och vit har opposition och vinner efter till exempel 4...Kd6 5.Kb5 etc.

### Kantbonde
Med bara en kantbonde kvar är det svårare att vinna. Om den försvarande kungen kan nå förvandlingsfältet är det remi oavsett den anfallande kungens position.
En annan manöver som är speciell för kantbönder är möjligheten att låsa den anfallande kungen framför bonden. I det första diagrammet har svarts kung ingen chans att komma framför bonden men han kan ändå hålla remi med 1...Kc5.
Efter till exempel 2.Ka6 Kc6 3.Ka7 Kc7 4.a5 Kc8 kan inte vit komma vidare.
Det andra diagrammet är ett partiexempel på samma tema.
Vit håller remi med 96.Kd2 Kb3 97.Kc1 Ka2 98.Kc2 a4 99.Kc1 etc.

## Fribönder
Fribönder, eller möjligheten att forcera en fribonde, är mycket viktiga i bondeslutspel. Speciellt värdefulla är avlägsna och garderade fribönder.

### Bondens kvadrat
|   | a | b | c | d | e | f | g | h |   |
| 8 | b8 svart kryss · c8 svart kryss · d8 svart kryss · e8 svart kryss · f8 svart kryss · b7 svart kryss · c7 svart kryss · d7 svart kryss · e7 svart kryss · f7 svart kryss · b6 svart kryss · c6 svart kryss · d6 svart kryss · e6 svart kryss · f6 svart kryss · b5 svart kryss · c5 svart kryss · d5 svart kryss · e5 svart kryss · f5 svart kryss · b4 svart kryss · c4 svart kryss · d4 svart kryss · e4 svart kryss · f4 vit bonde · a3 svart kung · a1 vit kung | b8 svart kryss · c8 svart kryss · d8 svart kryss · e8 svart kryss · f8 svart kryss · b7 svart kryss · c7 svart kryss · d7 svart kryss · e7 svart kryss · f7 svart kryss · b6 svart kryss · c6 svart kryss · d6 svart kryss · e6 svart kryss · f6 svart kryss · b5 svart kryss · c5 svart kryss · d5 svart kryss · e5 svart kryss · f5 svart kryss · b4 svart kryss · c4 svart kryss · d4 svart kryss · e4 svart kryss · f4 vit bonde · a3 svart kung · a1 vit kung | b8 svart kryss · c8 svart kryss · d8 svart kryss · e8 svart kryss · f8 svart kryss · b7 svart kryss · c7 svart kryss · d7 svart kryss · e7 svart kryss · f7 svart kryss · b6 svart kryss · c6 svart kryss · d6 svart kryss · e6 svart kryss · f6 svart kryss · b5 svart kryss · c5 svart kryss · d5 svart kryss · e5 svart kryss · f5 svart kryss · b4 svart kryss · c4 svart kryss · d4 svart kryss · e4 svart kryss · f4 vit bonde · a3 svart kung · a1 vit kung | b8 svart kryss · c8 svart kryss · d8 svart kryss · e8 svart kryss · f8 svart kryss · b7 svart kryss · c7 svart kryss · d7 svart kryss · e7 svart kryss · f7 svart kryss · b6 svart kryss · c6 svart kryss · d6 svart kryss · e6 svart kryss · f6 svart kryss · b5 svart kryss · c5 svart kryss · d5 svart kryss · e5 svart kryss · f5 svart kryss · b4 svart kryss · c4 svart kryss · d4 svart kryss · e4 svart kryss · f4 vit bonde · a3 svart kung · a1 vit kung | b8 svart kryss · c8 svart kryss · d8 svart kryss · e8 svart kryss · f8 svart kryss · b7 svart kryss · c7 svart kryss · d7 svart kryss · e7 svart kryss · f7 svart kryss · b6 svart kryss · c6 svart kryss · d6 svart kryss · e6 svart kryss · f6 svart kryss · b5 svart kryss · c5 svart kryss · d5 svart kryss · e5 svart kryss · f5 svart kryss · b4 svart kryss · c4 svart kryss · d4 svart kryss · e4 svart kryss · f4 vit bonde · a3 svart kung · a1 vit kung | b8 svart kryss · c8 svart kryss · d8 svart kryss · e8 svart kryss · f8 svart kryss · b7 svart kryss · c7 svart kryss · d7 svart kryss · e7 svart kryss · f7 svart kryss · b6 svart kryss · c6 svart kryss · d6 svart kryss · e6 svart kryss · f6 svart kryss · b5 svart kryss · c5 svart kryss · d5 svart kryss · e5 svart kryss · f5 svart kryss · b4 svart kryss · c4 svart kryss · d4 svart kryss · e4 svart kryss · f4 vit bonde · a3 svart kung · a1 vit kung | b8 svart kryss · c8 svart kryss · d8 svart kryss · e8 svart kryss · f8 svart kryss · b7 svart kryss · c7 svart kryss · d7 svart kryss · e7 svart kryss · f7 svart kryss · b6 svart kryss · c6 svart kryss · d6 svart kryss · e6 svart kryss · f6 svart kryss · b5 svart kryss · c5 svart kryss · d5 svart kryss · e5 svart kryss · f5 svart kryss · b4 svart kryss · c4 svart kryss · d4 svart kryss · e4 svart kryss · f4 vit bonde · a3 svart kung · a1 vit kung | b8 svart kryss · c8 svart kryss · d8 svart kryss · e8 svart kryss · f8 svart kryss · b7 svart kryss · c7 svart kryss · d7 svart kryss · e7 svart kryss · f7 svart kryss · b6 svart kryss · c6 svart kryss · d6 svart kryss · e6 svart kryss · f6 svart kryss · b5 svart kryss · c5 svart kryss · d5 svart kryss · e5 svart kryss · f5 svart kryss · b4 svart kryss · c4 svart kryss · d4 svart kryss · e4 svart kryss · f4 vit bonde · a3 svart kung · a1 vit kung | 8 |
| 7 | b8 svart kryss · c8 svart kryss · d8 svart kryss · e8 svart kryss · f8 svart kryss · b7 svart kryss · c7 svart kryss · d7 svart kryss · e7 svart kryss · f7 svart kryss · b6 svart kryss · c6 svart kryss · d6 svart kryss · e6 svart kryss · f6 svart kryss · b5 svart kryss · c5 svart kryss · d5 svart kryss · e5 svart kryss · f5 svart kryss · b4 svart kryss · c4 svart kryss · d4 svart kryss · e4 svart kryss · f4 vit bonde · a3 svart kung · a1 vit kung | b8 svart kryss · c8 svart kryss · d8 svart kryss · e8 svart kryss · f8 svart kryss · b7 svart kryss · c7 svart kryss · d7 svart kryss · e7 svart kryss · f7 svart kryss · b6 svart kryss · c6 svart kryss · d6 svart kryss · e6 svart kryss · f6 svart kryss · b5 svart kryss · c5 svart kryss · d5 svart kryss · e5 svart kryss · f5 svart kryss · b4 svart kryss · c4 svart kryss · d4 svart kryss · e4 svart kryss · f4 vit bonde · a3 svart kung · a1 vit kung | b8 svart kryss · c8 svart kryss · d8 svart kryss · e8 svart kryss · f8 svart kryss · b7 svart kryss · c7 svart kryss · d7 svart kryss · e7 svart kryss · f7 svart kryss · b6 svart kryss · c6 svart kryss · d6 svart kryss · e6 svart kryss · f6 svart kryss · b5 svart kryss · c5 svart kryss · d5 svart kryss · e5 svart kryss · f5 svart kryss · b4 svart kryss · c4 svart kryss · d4 svart kryss · e4 svart kryss · f4 vit bonde · a3 svart kung · a1 vit kung | b8 svart kryss · c8 svart kryss · d8 svart kryss · e8 svart kryss · f8 svart kryss · b7 svart kryss · c7 svart kryss · d7 svart kryss · e7 svart kryss · f7 svart kryss · b6 svart kryss · c6 svart kryss · d6 svart kryss · e6 svart kryss · f6 svart kryss · b5 svart kryss · c5 svart kryss · d5 svart kryss · e5 svart kryss · f5 svart kryss · b4 svart kryss · c4 svart kryss · d4 svart kryss · e4 svart kryss · f4 vit bonde · a3 svart kung · a1 vit kung | b8 svart kryss · c8 svart kryss · d8 svart kryss · e8 svart kryss · f8 svart kryss · b7 svart kryss · c7 svart kryss · d7 svart kryss · e7 svart kryss · f7 svart kryss · b6 svart kryss · c6 svart kryss · d6 svart kryss · e6 svart kryss · f6 svart kryss · b5 svart kryss · c5 svart kryss · d5 svart kryss · e5 svart kryss · f5 svart kryss · b4 svart kryss · c4 svart kryss · d4 svart kryss · e4 svart kryss · f4 vit bonde · a3 svart kung · a1 vit kung | b8 svart kryss · c8 svart kryss · d8 svart kryss · e8 svart kryss · f8 svart kryss · b7 svart kryss · c7 svart kryss · d7 svart kryss · e7 svart kryss · f7 svart kryss · b6 svart kryss · c6 svart kryss · d6 svart kryss · e6 svart kryss · f6 svart kryss · b5 svart kryss · c5 svart kryss · d5 svart kryss · e5 svart kryss · f5 svart kryss · b4 svart kryss · c4 svart kryss · d4 svart kryss · e4 svart kryss · f4 vit bonde · a3 svart kung · a1 vit kung | b8 svart kryss · c8 svart kryss · d8 svart kryss · e8 svart kryss · f8 svart kryss · b7 svart kryss · c7 svart kryss · d7 svart kryss · e7 svart kryss · f7 svart kryss · b6 svart kryss · c6 svart kryss · d6 svart kryss · e6 svart kryss · f6 svart kryss · b5 svart kryss · c5 svart kryss · d5 svart kryss · e5 svart kryss · f5 svart kryss · b4 svart kryss · c4 svart kryss · d4 svart kryss · e4 svart kryss · f4 vit bonde · a3 svart kung · a1 vit kung | b8 svart kryss · c8 svart kryss · d8 svart kryss · e8 svart kryss · f8 svart kryss · b7 svart kryss · c7 svart kryss · d7 svart kryss · e7 svart kryss · f7 svart kryss · b6 svart kryss · c6 svart kryss · d6 svart kryss · e6 svart kryss · f6 svart kryss · b5 svart kryss · c5 svart kryss · d5 svart kryss · e5 svart kryss · f5 svart kryss · b4 svart kryss · c4 svart kryss · d4 svart kryss · e4 svart kryss · f4 vit bonde · a3 svart kung · a1 vit kung | 7 |
| 6 | b8 svart kryss · c8 svart kryss · d8 svart kryss · e8 svart kryss · f8 svart kryss · b7 svart kryss · c7 svart kryss · d7 svart kryss · e7 svart kryss · f7 svart kryss · b6 svart kryss · c6 svart kryss · d6 svart kryss · e6 svart kryss · f6 svart kryss · b5 svart kryss · c5 svart kryss · d5 svart kryss · e5 svart kryss · f5 svart kryss · b4 svart kryss · c4 svart kryss · d4 svart kryss · e4 svart kryss · f4 vit bonde · a3 svart kung · a1 vit kung | b8 svart kryss · c8 svart kryss · d8 svart kryss · e8 svart kryss · f8 svart kryss · b7 svart kryss · c7 svart kryss · d7 svart kryss · e7 svart kryss · f7 svart kryss · b6 svart kryss · c6 svart kryss · d6 svart kryss · e6 svart kryss · f6 svart kryss · b5 svart kryss · c5 svart kryss · d5 svart kryss · e5 svart kryss · f5 svart kryss · b4 svart kryss · c4 svart kryss · d4 svart kryss · e4 svart kryss · f4 vit bonde · a3 svart kung · a1 vit kung | b8 svart kryss · c8 svart kryss · d8 svart kryss · e8 svart kryss · f8 svart kryss · b7 svart kryss · c7 svart kryss · d7 svart kryss · e7 svart kryss · f7 svart kryss · b6 svart kryss · c6 svart kryss · d6 svart kryss · e6 svart kryss · f6 svart kryss · b5 svart kryss · c5 svart kryss · d5 svart kryss · e5 svart kryss · f5 svart kryss · b4 svart kryss · c4 svart kryss · d4 svart kryss · e4 svart kryss · f4 vit bonde · a3 svart kung · a1 vit kung | b8 svart kryss · c8 svart kryss · d8 svart kryss · e8 svart kryss · f8 svart kryss · b7 svart kryss · c7 svart kryss · d7 svart kryss · e7 svart kryss · f7 svart kryss · b6 svart kryss · c6 svart kryss · d6 svart kryss · e6 svart kryss · f6 svart kryss · b5 svart kryss · c5 svart kryss · d5 svart kryss · e5 svart kryss · f5 svart kryss · b4 svart kryss · c4 svart kryss · d4 svart kryss · e4 svart kryss · f4 vit bonde · a3 svart kung · a1 vit kung | b8 svart kryss · c8 svart kryss · d8 svart kryss · e8 svart kryss · f8 svart kryss · b7 svart kryss · c7 svart kryss · d7 svart kryss · e7 svart kryss · f7 svart kryss · b6 svart kryss · c6 svart kryss · d6 svart kryss · e6 svart kryss · f6 svart kryss · b5 svart kryss · c5 svart kryss · d5 svart kryss · e5 svart kryss · f5 svart kryss · b4 svart kryss · c4 svart kryss · d4 svart kryss · e4 svart kryss · f4 vit bonde · a3 svart kung · a1 vit kung | b8 svart kryss · c8 svart kryss · d8 svart kryss · e8 svart kryss · f8 svart kryss · b7 svart kryss · c7 svart kryss · d7 svart kryss · e7 svart kryss · f7 svart kryss · b6 svart kryss · c6 svart kryss · d6 svart kryss · e6 svart kryss · f6 svart kryss · b5 svart kryss · c5 svart kryss · d5 svart kryss · e5 svart kryss · f5 svart kryss · b4 svart kryss · c4 svart kryss · d4 svart kryss · e4 svart kryss · f4 vit bonde · a3 svart kung · a1 vit kung | b8 svart kryss · c8 svart kryss · d8 svart kryss · e8 svart kryss · f8 svart kryss · b7 svart kryss · c7 svart kryss · d7 svart kryss · e7 svart kryss · f7 svart kryss · b6 svart kryss · c6 svart kryss · d6 svart kryss · e6 svart kryss · f6 svart kryss · b5 svart kryss · c5 svart kryss · d5 svart kryss · e5 svart kryss · f5 svart kryss · b4 svart kryss · c4 svart kryss · d4 svart kryss · e4 svart kryss · f4 vit bonde · a3 svart kung · a1 vit kung | b8 svart kryss · c8 svart kryss · d8 svart kryss · e8 svart kryss · f8 svart kryss · b7 svart kryss · c7 svart kryss · d7 svart kryss · e7 svart kryss · f7 svart kryss · b6 svart kryss · c6 svart kryss · d6 svart kryss · e6 svart kryss · f6 svart kryss · b5 svart kryss · c5 svart kryss · d5 svart kryss · e5 svart kryss · f5 svart kryss · b4 svart kryss · c4 svart kryss · d4 svart kryss · e4 svart kryss · f4 vit bonde · a3 svart kung · a1 vit kung | 6 |
| 5 | b8 svart kryss · c8 svart kryss · d8 svart kryss · e8 svart kryss · f8 svart kryss · b7 svart kryss · c7 svart kryss · d7 svart kryss · e7 svart kryss · f7 svart kryss · b6 svart kryss · c6 svart kryss · d6 svart kryss · e6 svart kryss · f6 svart kryss · b5 svart kryss · c5 svart kryss · d5 svart kryss · e5 svart kryss · f5 svart kryss · b4 svart kryss · c4 svart kryss · d4 svart kryss · e4 svart kryss · f4 vit bonde · a3 svart kung · a1 vit kung | b8 svart kryss · c8 svart kryss · d8 svart kryss · e8 svart kryss · f8 svart kryss · b7 svart kryss · c7 svart kryss · d7 svart kryss · e7 svart kryss · f7 svart kryss · b6 svart kryss · c6 svart kryss · d6 svart kryss · e6 svart kryss · f6 svart kryss · b5 svart kryss · c5 svart kryss · d5 svart kryss · e5 svart kryss · f5 svart kryss · b4 svart kryss · c4 svart kryss · d4 svart kryss · e4 svart kryss · f4 vit bonde · a3 svart kung · a1 vit kung | b8 svart kryss · c8 svart kryss · d8 svart kryss · e8 svart kryss · f8 svart kryss · b7 svart kryss · c7 svart kryss · d7 svart kryss · e7 svart kryss · f7 svart kryss · b6 svart kryss · c6 svart kryss · d6 svart kryss · e6 svart kryss · f6 svart kryss · b5 svart kryss · c5 svart kryss · d5 svart kryss · e5 svart kryss · f5 svart kryss · b4 svart kryss · c4 svart kryss · d4 svart kryss · e4 svart kryss · f4 vit bonde · a3 svart kung · a1 vit kung | b8 svart kryss · c8 svart kryss · d8 svart kryss · e8 svart kryss · f8 svart kryss · b7 svart kryss · c7 svart kryss · d7 svart kryss · e7 svart kryss · f7 svart kryss · b6 svart kryss · c6 svart kryss · d6 svart kryss · e6 svart kryss · f6 svart kryss · b5 svart kryss · c5 svart kryss · d5 svart kryss · e5 svart kryss · f5 svart kryss · b4 svart kryss · c4 svart kryss · d4 svart kryss · e4 svart kryss · f4 vit bonde · a3 svart kung · a1 vit kung | b8 svart kryss · c8 svart kryss · d8 svart kryss · e8 svart kryss · f8 svart kryss · b7 svart kryss · c7 svart kryss · d7 svart kryss · e7 svart kryss · f7 svart kryss · b6 svart kryss · c6 svart kryss · d6 svart kryss · e6 svart kryss · f6 svart kryss · b5 svart kryss · c5 svart kryss · d5 svart kryss · e5 svart kryss · f5 svart kryss · b4 svart kryss · c4 svart kryss · d4 svart kryss · e4 svart kryss · f4 vit bonde · a3 svart kung · a1 vit kung | b8 svart kryss · c8 svart kryss · d8 svart kryss · e8 svart kryss · f8 svart kryss · b7 svart kryss · c7 svart kryss · d7 svart kryss · e7 svart kryss · f7 svart kryss · b6 svart kryss · c6 svart kryss · d6 svart kryss · e6 svart kryss · f6 svart kryss · b5 svart kryss · c5 svart kryss · d5 svart kryss · e5 svart kryss · f5 svart kryss · b4 svart kryss · c4 svart kryss · d4 svart kryss · e4 svart kryss · f4 vit bonde · a3 svart kung · a1 vit kung | b8 svart kryss · c8 svart kryss · d8 svart kryss · e8 svart kryss · f8 svart kryss · b7 svart kryss · c7 svart kryss · d7 svart kryss · e7 svart kryss · f7 svart kryss · b6 svart kryss · c6 svart kryss · d6 svart kryss · e6 svart kryss · f6 svart kryss · b5 svart kryss · c5 svart kryss · d5 svart kryss · e5 svart kryss · f5 svart kryss · b4 svart kryss · c4 svart kryss · d4 svart kryss · e4 svart kryss · f4 vit bonde · a3 svart kung · a1 vit kung | b8 svart kryss · c8 svart kryss · d8 svart kryss · e8 svart kryss · f8 svart kryss · b7 svart kryss · c7 svart kryss · d7 svart kryss · e7 svart kryss · f7 svart kryss · b6 svart kryss · c6 svart kryss · d6 svart kryss · e6 svart kryss · f6 svart kryss · b5 svart kryss · c5 svart kryss · d5 svart kryss · e5 svart kryss · f5 svart kryss · b4 svart kryss · c4 svart kryss · d4 svart kryss · e4 svart kryss · f4 vit bonde · a3 svart kung · a1 vit kung | 5 |
| 4 | b8 svart kryss · c8 svart kryss · d8 svart kryss · e8 svart kryss · f8 svart kryss · b7 svart kryss · c7 svart kryss · d7 svart kryss · e7 svart kryss · f7 svart kryss · b6 svart kryss · c6 svart kryss · d6 svart kryss · e6 svart kryss · f6 svart kryss · b5 svart kryss · c5 svart kryss · d5 svart kryss · e5 svart kryss · f5 svart kryss · b4 svart kryss · c4 svart kryss · d4 svart kryss · e4 svart kryss · f4 vit bonde · a3 svart kung · a1 vit kung | b8 svart kryss · c8 svart kryss · d8 svart kryss · e8 svart kryss · f8 svart kryss · b7 svart kryss · c7 svart kryss · d7 svart kryss · e7 svart kryss · f7 svart kryss · b6 svart kryss · c6 svart kryss · d6 svart kryss · e6 svart kryss · f6 svart kryss · b5 svart kryss · c5 svart kryss · d5 svart kryss · e5 svart kryss · f5 svart kryss · b4 svart kryss · c4 svart kryss · d4 svart kryss · e4 svart kryss · f4 vit bonde · a3 svart kung · a1 vit kung | b8 svart kryss · c8 svart kryss · d8 svart kryss · e8 svart kryss · f8 svart kryss · b7 svart kryss · c7 svart kryss · d7 svart kryss · e7 svart kryss · f7 svart kryss · b6 svart kryss · c6 svart kryss · d6 svart kryss · e6 svart kryss · f6 svart kryss · b5 svart kryss · c5 svart kryss · d5 svart kryss · e5 svart kryss · f5 svart kryss · b4 svart kryss · c4 svart kryss · d4 svart kryss · e4 svart kryss · f4 vit bonde · a3 svart kung · a1 vit kung | b8 svart kryss · c8 svart kryss · d8 svart kryss · e8 svart kryss · f8 svart kryss · b7 svart kryss · c7 svart kryss · d7 svart kryss · e7 svart kryss · f7 svart kryss · b6 svart kryss · c6 svart kryss · d6 svart kryss · e6 svart kryss · f6 svart kryss · b5 svart kryss · c5 svart kryss · d5 svart kryss · e5 svart kryss · f5 svart kryss · b4 svart kryss · c4 svart kryss · d4 svart kryss · e4 svart kryss · f4 vit bonde · a3 svart kung · a1 vit kung | b8 svart kryss · c8 svart kryss · d8 svart kryss · e8 svart kryss · f8 svart kryss · b7 svart kryss · c7 svart kryss · d7 svart kryss · e7 svart kryss · f7 svart kryss · b6 svart kryss · c6 svart kryss · d6 svart kryss · e6 svart kryss · f6 svart kryss · b5 svart kryss · c5 svart kryss · d5 svart kryss · e5 svart kryss · f5 svart kryss · b4 svart kryss · c4 svart kryss · d4 svart kryss · e4 svart kryss · f4 vit bonde · a3 svart kung · a1 vit kung | b8 svart kryss · c8 svart kryss · d8 svart kryss · e8 svart kryss · f8 svart kryss · b7 svart kryss · c7 svart kryss · d7 svart kryss · e7 svart kryss · f7 svart kryss · b6 svart kryss · c6 svart kryss · d6 svart kryss · e6 svart kryss · f6 svart kryss · b5 svart kryss · c5 svart kryss · d5 svart kryss · e5 svart kryss · f5 svart kryss · b4 svart kryss · c4 svart kryss · d4 svart kryss · e4 svart kryss · f4 vit bonde · a3 svart kung · a1 vit kung | b8 svart kryss · c8 svart kryss · d8 svart kryss · e8 svart kryss · f8 svart kryss · b7 svart kryss · c7 svart kryss · d7 svart kryss · e7 svart kryss · f7 svart kryss · b6 svart kryss · c6 svart kryss · d6 svart kryss · e6 svart kryss · f6 svart kryss · b5 svart kryss · c5 svart kryss · d5 svart kryss · e5 svart kryss · f5 svart kryss · b4 svart kryss · c4 svart kryss · d4 svart kryss · e4 svart kryss · f4 vit bonde · a3 svart kung · a1 vit kung | b8 svart kryss · c8 svart kryss · d8 svart kryss · e8 svart kryss · f8 svart kryss · b7 svart kryss · c7 svart kryss · d7 svart kryss · e7 svart kryss · f7 svart kryss · b6 svart kryss · c6 svart kryss · d6 svart kryss · e6 svart kryss · f6 svart kryss · b5 svart kryss · c5 svart kryss · d5 svart kryss · e5 svart kryss · f5 svart kryss · b4 svart kryss · c4 svart kryss · d4 svart kryss · e4 svart kryss · f4 vit bonde · a3 svart kung · a1 vit kung | 4 |
| 3 | b8 svart kryss · c8 svart kryss · d8 svart kryss · e8 svart kryss · f8 svart kryss · b7 svart kryss · c7 svart kryss · d7 svart kryss · e7 svart kryss · f7 svart kryss · b6 svart kryss · c6 svart kryss · d6 svart kryss · e6 svart kryss · f6 svart kryss · b5 svart kryss · c5 svart kryss · d5 svart kryss · e5 svart kryss · f5 svart kryss · b4 svart kryss · c4 svart kryss · d4 svart kryss · e4 svart kryss · f4 vit bonde · a3 svart kung · a1 vit kung | b8 svart kryss · c8 svart kryss · d8 svart kryss · e8 svart kryss · f8 svart kryss · b7 svart kryss · c7 svart kryss · d7 svart kryss · e7 svart kryss · f7 svart kryss · b6 svart kryss · c6 svart kryss · d6 svart kryss · e6 svart kryss · f6 svart kryss · b5 svart kryss · c5 svart kryss · d5 svart kryss · e5 svart kryss · f5 svart kryss · b4 svart kryss · c4 svart kryss · d4 svart kryss · e4 svart kryss · f4 vit bonde · a3 svart kung · a1 vit kung | b8 svart kryss · c8 svart kryss · d8 svart kryss · e8 svart kryss · f8 svart kryss · b7 svart kryss · c7 svart kryss · d7 svart kryss · e7 svart kryss · f7 svart kryss · b6 svart kryss · c6 svart kryss · d6 svart kryss · e6 svart kryss · f6 svart kryss · b5 svart kryss · c5 svart kryss · d5 svart kryss · e5 svart kryss · f5 svart kryss · b4 svart kryss · c4 svart kryss · d4 svart kryss · e4 svart kryss · f4 vit bonde · a3 svart kung · a1 vit kung | b8 svart kryss · c8 svart kryss · d8 svart kryss · e8 svart kryss · f8 svart kryss · b7 svart kryss · c7 svart kryss · d7 svart kryss · e7 svart kryss · f7 svart kryss · b6 svart kryss · c6 svart kryss · d6 svart kryss · e6 svart kryss · f6 svart kryss · b5 svart kryss · c5 svart kryss · d5 svart kryss · e5 svart kryss · f5 svart kryss · b4 svart kryss · c4 svart kryss · d4 svart kryss · e4 svart kryss · f4 vit bonde · a3 svart kung · a1 vit kung | b8 svart kryss · c8 svart kryss · d8 svart kryss · e8 svart kryss · f8 svart kryss · b7 svart kryss · c7 svart kryss · d7 svart kryss · e7 svart kryss · f7 svart kryss · b6 svart kryss · c6 svart kryss · d6 svart kryss · e6 svart kryss · f6 svart kryss · b5 svart kryss · c5 svart kryss · d5 svart kryss · e5 svart kryss · f5 svart kryss · b4 svart kryss · c4 svart kryss · d4 svart kryss · e4 svart kryss · f4 vit bonde · a3 svart kung · a1 vit kung | b8 svart kryss · c8 svart kryss · d8 svart kryss · e8 svart kryss · f8 svart kryss · b7 svart kryss · c7 svart kryss · d7 svart kryss · e7 svart kryss · f7 svart kryss · b6 svart kryss · c6 svart kryss · d6 svart kryss · e6 svart kryss · f6 svart kryss · b5 svart kryss · c5 svart kryss · d5 svart kryss · e5 svart kryss · f5 svart kryss · b4 svart kryss · c4 svart kryss · d4 svart kryss · e4 svart kryss · f4 vit bonde · a3 svart kung · a1 vit kung | b8 svart kryss · c8 svart kryss · d8 svart kryss · e8 svart kryss · f8 svart kryss · b7 svart kryss · c7 svart kryss · d7 svart kryss · e7 svart kryss · f7 svart kryss · b6 svart kryss · c6 svart kryss · d6 svart kryss · e6 svart kryss · f6 svart kryss · b5 svart kryss · c5 svart kryss · d5 svart kryss · e5 svart kryss · f5 svart kryss · b4 svart kryss · c4 svart kryss · d4 svart kryss · e4 svart kryss · f4 vit bonde · a3 svart kung · a1 vit kung | b8 svart kryss · c8 svart kryss · d8 svart kryss · e8 svart kryss · f8 svart kryss · b7 svart kryss · c7 svart kryss · d7 svart kryss · e7 svart kryss · f7 svart kryss · b6 svart kryss · c6 svart kryss · d6 svart kryss · e6 svart kryss · f6 svart kryss · b5 svart kryss · c5 svart kryss · d5 svart kryss · e5 svart kryss · f5 svart kryss · b4 svart kryss · c4 svart kryss · d4 svart kryss · e4 svart kryss · f4 vit bonde · a3 svart kung · a1 vit kung | 3 |
| 2 | b8 svart kryss · c8 svart kryss · d8 svart kryss · e8 svart kryss · f8 svart kryss · b7 svart kryss · c7 svart kryss · d7 svart kryss · e7 svart kryss · f7 svart kryss · b6 svart kryss · c6 svart kryss · d6 svart kryss · e6 svart kryss · f6 svart kryss · b5 svart kryss · c5 svart kryss · d5 svart kryss · e5 svart kryss · f5 svart kryss · b4 svart kryss · c4 svart kryss · d4 svart kryss · e4 svart kryss · f4 vit bonde · a3 svart kung · a1 vit kung | b8 svart kryss · c8 svart kryss · d8 svart kryss · e8 svart kryss · f8 svart kryss · b7 svart kryss · c7 svart kryss · d7 svart kryss · e7 svart kryss · f7 svart kryss · b6 svart kryss · c6 svart kryss · d6 svart kryss · e6 svart kryss · f6 svart kryss · b5 svart kryss · c5 svart kryss · d5 svart kryss · e5 svart kryss · f5 svart kryss · b4 svart kryss · c4 svart kryss · d4 svart kryss · e4 svart kryss · f4 vit bonde · a3 svart kung · a1 vit kung | b8 svart kryss · c8 svart kryss · d8 svart kryss · e8 svart kryss · f8 svart kryss · b7 svart kryss · c7 svart kryss · d7 svart kryss · e7 svart kryss · f7 svart kryss · b6 svart kryss · c6 svart kryss · d6 svart kryss · e6 svart kryss · f6 svart kryss · b5 svart kryss · c5 svart kryss · d5 svart kryss · e5 svart kryss · f5 svart kryss · b4 svart kryss · c4 svart kryss · d4 svart kryss · e4 svart kryss · f4 vit bonde · a3 svart kung · a1 vit kung | b8 svart kryss · c8 svart kryss · d8 svart kryss · e8 svart kryss · f8 svart kryss · b7 svart kryss · c7 svart kryss · d7 svart kryss · e7 svart kryss · f7 svart kryss · b6 svart kryss · c6 svart kryss · d6 svart kryss · e6 svart kryss · f6 svart kryss · b5 svart kryss · c5 svart kryss · d5 svart kryss · e5 svart kryss · f5 svart kryss · b4 svart kryss · c4 svart kryss · d4 svart kryss · e4 svart kryss · f4 vit bonde · a3 svart kung · a1 vit kung | b8 svart kryss · c8 svart kryss · d8 svart kryss · e8 svart kryss · f8 svart kryss · b7 svart kryss · c7 svart kryss · d7 svart kryss · e7 svart kryss · f7 svart kryss · b6 svart kryss · c6 svart kryss · d6 svart kryss · e6 svart kryss · f6 svart kryss · b5 svart kryss · c5 svart kryss · d5 svart kryss · e5 svart kryss · f5 svart kryss · b4 svart kryss · c4 svart kryss · d4 svart kryss · e4 svart kryss · f4 vit bonde · a3 svart kung · a1 vit kung | b8 svart kryss · c8 svart kryss · d8 svart kryss · e8 svart kryss · f8 svart kryss · b7 svart kryss · c7 svart kryss · d7 svart kryss · e7 svart kryss · f7 svart kryss · b6 svart kryss · c6 svart kryss · d6 svart kryss · e6 svart kryss · f6 svart kryss · b5 svart kryss · c5 svart kryss · d5 svart kryss · e5 svart kryss · f5 svart kryss · b4 svart kryss · c4 svart kryss · d4 svart kryss · e4 svart kryss · f4 vit bonde · a3 svart kung · a1 vit kung | b8 svart kryss · c8 svart kryss · d8 svart kryss · e8 svart kryss · f8 svart kryss · b7 svart kryss · c7 svart kryss · d7 svart kryss · e7 svart kryss · f7 svart kryss · b6 svart kryss · c6 svart kryss · d6 svart kryss · e6 svart kryss · f6 svart kryss · b5 svart kryss · c5 svart kryss · d5 svart kryss · e5 svart kryss · f5 svart kryss · b4 svart kryss · c4 svart kryss · d4 svart kryss · e4 svart kryss · f4 vit bonde · a3 svart kung · a1 vit kung | b8 svart kryss · c8 svart kryss · d8 svart kryss · e8 svart kryss · f8 svart kryss · b7 svart kryss · c7 svart kryss · d7 svart kryss · e7 svart kryss · f7 svart kryss · b6 svart kryss · c6 svart kryss · d6 svart kryss · e6 svart kryss · f6 svart kryss · b5 svart kryss · c5 svart kryss · d5 svart kryss · e5 svart kryss · f5 svart kryss · b4 svart kryss · c4 svart kryss · d4 svart kryss · e4 svart kryss · f4 vit bonde · a3 svart kung · a1 vit kung | 2 |
| 1 | b8 svart kryss · c8 svart kryss · d8 svart kryss · e8 svart kryss · f8 svart kryss · b7 svart kryss · c7 svart kryss · d7 svart kryss · e7 svart kryss · f7 svart kryss · b6 svart kryss · c6 svart kryss · d6 svart kryss · e6 svart kryss · f6 svart kryss · b5 svart kryss · c5 svart kryss · d5 svart kryss · e5 svart kryss · f5 svart kryss · b4 svart kryss · c4 svart kryss · d4 svart kryss · e4 svart kryss · f4 vit bonde · a3 svart kung · a1 vit kung | b8 svart kryss · c8 svart kryss · d8 svart kryss · e8 svart kryss · f8 svart kryss · b7 svart kryss · c7 svart kryss · d7 svart kryss · e7 svart kryss · f7 svart kryss · b6 svart kryss · c6 svart kryss · d6 svart kryss · e6 svart kryss · f6 svart kryss · b5 svart kryss · c5 svart kryss · d5 svart kryss · e5 svart kryss · f5 svart kryss · b4 svart kryss · c4 svart kryss · d4 svart kryss · e4 svart kryss · f4 vit bonde · a3 svart kung · a1 vit kung | b8 svart kryss · c8 svart kryss · d8 svart kryss · e8 svart kryss · f8 svart kryss · b7 svart kryss · c7 svart kryss · d7 svart kryss · e7 svart kryss · f7 svart kryss · b6 svart kryss · c6 svart kryss · d6 svart kryss · e6 svart kryss · f6 svart kryss · b5 svart kryss · c5 svart kryss · d5 svart kryss · e5 svart kryss · f5 svart kryss · b4 svart kryss · c4 svart kryss · d4 svart kryss · e4 svart kryss · f4 vit bonde · a3 svart kung · a1 vit kung | b8 svart kryss · c8 svart kryss · d8 svart kryss · e8 svart kryss · f8 svart kryss · b7 svart kryss · c7 svart kryss · d7 svart kryss · e7 svart kryss · f7 svart kryss · b6 svart kryss · c6 svart kryss · d6 svart kryss · e6 svart kryss · f6 svart kryss · b5 svart kryss · c5 svart kryss · d5 svart kryss · e5 svart kryss · f5 svart kryss · b4 svart kryss · c4 svart kryss · d4 svart kryss · e4 svart kryss · f4 vit bonde · a3 svart kung · a1 vit kung | b8 svart kryss · c8 svart kryss · d8 svart kryss · e8 svart kryss · f8 svart kryss · b7 svart kryss · c7 svart kryss · d7 svart kryss · e7 svart kryss · f7 svart kryss · b6 svart kryss · c6 svart kryss · d6 svart kryss · e6 svart kryss · f6 svart kryss · b5 svart kryss · c5 svart kryss · d5 svart kryss · e5 svart kryss · f5 svart kryss · b4 svart kryss · c4 svart kryss · d4 svart kryss · e4 svart kryss · f4 vit bonde · a3 svart kung · a1 vit kung | b8 svart kryss · c8 svart kryss · d8 svart kryss · e8 svart kryss · f8 svart kryss · b7 svart kryss · c7 svart kryss · d7 svart kryss · e7 svart kryss · f7 svart kryss · b6 svart kryss · c6 svart kryss · d6 svart kryss · e6 svart kryss · f6 svart kryss · b5 svart kryss · c5 svart kryss · d5 svart kryss · e5 svart kryss · f5 svart kryss · b4 svart kryss · c4 svart kryss · d4 svart kryss · e4 svart kryss · f4 vit bonde · a3 svart kung · a1 vit kung | b8 svart kryss · c8 svart kryss · d8 svart kryss · e8 svart kryss · f8 svart kryss · b7 svart kryss · c7 svart kryss · d7 svart kryss · e7 svart kryss · f7 svart kryss · b6 svart kryss · c6 svart kryss · d6 svart kryss · e6 svart kryss · f6 svart kryss · b5 svart kryss · c5 svart kryss · d5 svart kryss · e5 svart kryss · f5 svart kryss · b4 svart kryss · c4 svart kryss · d4 svart kryss · e4 svart kryss · f4 vit bonde · a3 svart kung · a1 vit kung | b8 svart kryss · c8 svart kryss · d8 svart kryss · e8 svart kryss · f8 svart kryss · b7 svart kryss · c7 svart kryss · d7 svart kryss · e7 svart kryss · f7 svart kryss · b6 svart kryss · c6 svart kryss · d6 svart kryss · e6 svart kryss · f6 svart kryss · b5 svart kryss · c5 svart kryss · d5 svart kryss · e5 svart kryss · f5 svart kryss · b4 svart kryss · c4 svart kryss · d4 svart kryss · e4 svart kryss · f4 vit bonde · a3 svart kung · a1 vit kung | 1 |
|   | a | b | c | d | e | f | g | h |   |

Om bonden inte har stöd av sin egen kung är frågan bara om den försvarande kungen hinner ifatt den. Som ett hjälpmedel för att avgöra detta kan man använda sig av ”bondens kvadrat”.
Svarts kung fångar bonden om den är inom en kvadrat där bonden står i ett hörn och förvandlingsfältet är i ett annat hörn. Om svart är vid draget går kungen in i kvadraten med 1...Kb4 och hinner ifatt bonden. Om vit är vid draget går bonden fram ett steg och kvadraten blir mindre så bonden går i dam.
Observera att om bonden står på utgångsfältet (och alltså kan flytta två steg i första draget) måste kungen stå ett steg närmare.

### Att forcera en fribonde
Om man har en bondemajoritet och ska tvinga fram en fribonde gäller det att börja med rätt bonde.
I det första digrammet vore 1.b4?? ett svårt fel som till och med förlorar efter 1...b5. Rätt metod är:
1.a4 Kg4 2.b4 (2.Kxg2? är remi) 2...Kf5 3.a5 Ke5 4.a6 (4.axb6? är remi) och bonden går i dam.
I det andra diagrammet ser det ut som om svart är väl garderad på kungsflygeln men det går ändå att skapa en fribonde.
1.d5! exd5 (1...Kc5 2.d6 vinner) 2.f5! gxf5 (2...Kc5 3.f6 Kc6 4.e6 fxe6 5.f7 vinner) 3.e6 fxe6 4.h5 f4 5.g6 f3 6.Kd2.
|   | a | b | c | d | e | f | g | h |   |
| 8 | a7 svart bonde · b7 svart bonde · c7 svart bonde · g7 svart kung · a5 vit bonde · b5 vit bonde · c5 vit bonde · g2 vit kung | a7 svart bonde · b7 svart bonde · c7 svart bonde · g7 svart kung · a5 vit bonde · b5 vit bonde · c5 vit bonde · g2 vit kung | a7 svart bonde · b7 svart bonde · c7 svart bonde · g7 svart kung · a5 vit bonde · b5 vit bonde · c5 vit bonde · g2 vit kung | a7 svart bonde · b7 svart bonde · c7 svart bonde · g7 svart kung · a5 vit bonde · b5 vit bonde · c5 vit bonde · g2 vit kung | a7 svart bonde · b7 svart bonde · c7 svart bonde · g7 svart kung · a5 vit bonde · b5 vit bonde · c5 vit bonde · g2 vit kung | a7 svart bonde · b7 svart bonde · c7 svart bonde · g7 svart kung · a5 vit bonde · b5 vit bonde · c5 vit bonde · g2 vit kung | a7 svart bonde · b7 svart bonde · c7 svart bonde · g7 svart kung · a5 vit bonde · b5 vit bonde · c5 vit bonde · g2 vit kung | a7 svart bonde · b7 svart bonde · c7 svart bonde · g7 svart kung · a5 vit bonde · b5 vit bonde · c5 vit bonde · g2 vit kung | 8 |
| 7 | a7 svart bonde · b7 svart bonde · c7 svart bonde · g7 svart kung · a5 vit bonde · b5 vit bonde · c5 vit bonde · g2 vit kung | a7 svart bonde · b7 svart bonde · c7 svart bonde · g7 svart kung · a5 vit bonde · b5 vit bonde · c5 vit bonde · g2 vit kung | a7 svart bonde · b7 svart bonde · c7 svart bonde · g7 svart kung · a5 vit bonde · b5 vit bonde · c5 vit bonde · g2 vit kung | a7 svart bonde · b7 svart bonde · c7 svart bonde · g7 svart kung · a5 vit bonde · b5 vit bonde · c5 vit bonde · g2 vit kung | a7 svart bonde · b7 svart bonde · c7 svart bonde · g7 svart kung · a5 vit bonde · b5 vit bonde · c5 vit bonde · g2 vit kung | a7 svart bonde · b7 svart bonde · c7 svart bonde · g7 svart kung · a5 vit bonde · b5 vit bonde · c5 vit bonde · g2 vit kung | a7 svart bonde · b7 svart bonde · c7 svart bonde · g7 svart kung · a5 vit bonde · b5 vit bonde · c5 vit bonde · g2 vit kung | a7 svart bonde · b7 svart bonde · c7 svart bonde · g7 svart kung · a5 vit bonde · b5 vit bonde · c5 vit bonde · g2 vit kung | 7 |
| 6 | a7 svart bonde · b7 svart bonde · c7 svart bonde · g7 svart kung · a5 vit bonde · b5 vit bonde · c5 vit bonde · g2 vit kung | a7 svart bonde · b7 svart bonde · c7 svart bonde · g7 svart kung · a5 vit bonde · b5 vit bonde · c5 vit bonde · g2 vit kung | a7 svart bonde · b7 svart bonde · c7 svart bonde · g7 svart kung · a5 vit bonde · b5 vit bonde · c5 vit bonde · g2 vit kung | a7 svart bonde · b7 svart bonde · c7 svart bonde · g7 svart kung · a5 vit bonde · b5 vit bonde · c5 vit bonde · g2 vit kung | a7 svart bonde · b7 svart bonde · c7 svart bonde · g7 svart kung · a5 vit bonde · b5 vit bonde · c5 vit bonde · g2 vit kung | a7 svart bonde · b7 svart bonde · c7 svart bonde · g7 svart kung · a5 vit bonde · b5 vit bonde · c5 vit bonde · g2 vit kung | a7 svart bonde · b7 svart bonde · c7 svart bonde · g7 svart kung · a5 vit bonde · b5 vit bonde · c5 vit bonde · g2 vit kung | a7 svart bonde · b7 svart bonde · c7 svart bonde · g7 svart kung · a5 vit bonde · b5 vit bonde · c5 vit bonde · g2 vit kung | 6 |
| 5 | a7 svart bonde · b7 svart bonde · c7 svart bonde · g7 svart kung · a5 vit bonde · b5 vit bonde · c5 vit bonde · g2 vit kung | a7 svart bonde · b7 svart bonde · c7 svart bonde · g7 svart kung · a5 vit bonde · b5 vit bonde · c5 vit bonde · g2 vit kung | a7 svart bonde · b7 svart bonde · c7 svart bonde · g7 svart kung · a5 vit bonde · b5 vit bonde · c5 vit bonde · g2 vit kung | a7 svart bonde · b7 svart bonde · c7 svart bonde · g7 svart kung · a5 vit bonde · b5 vit bonde · c5 vit bonde · g2 vit kung | a7 svart bonde · b7 svart bonde · c7 svart bonde · g7 svart kung · a5 vit bonde · b5 vit bonde · c5 vit bonde · g2 vit kung | a7 svart bonde · b7 svart bonde · c7 svart bonde · g7 svart kung · a5 vit bonde · b5 vit bonde · c5 vit bonde · g2 vit kung | a7 svart bonde · b7 svart bonde · c7 svart bonde · g7 svart kung · a5 vit bonde · b5 vit bonde · c5 vit bonde · g2 vit kung | a7 svart bonde · b7 svart bonde · c7 svart bonde · g7 svart kung · a5 vit bonde · b5 vit bonde · c5 vit bonde · g2 vit kung | 5 |
| 4 | a7 svart bonde · b7 svart bonde · c7 svart bonde · g7 svart kung · a5 vit bonde · b5 vit bonde · c5 vit bonde · g2 vit kung | a7 svart bonde · b7 svart bonde · c7 svart bonde · g7 svart kung · a5 vit bonde · b5 vit bonde · c5 vit bonde · g2 vit kung | a7 svart bonde · b7 svart bonde · c7 svart bonde · g7 svart kung · a5 vit bonde · b5 vit bonde · c5 vit bonde · g2 vit kung | a7 svart bonde · b7 svart bonde · c7 svart bonde · g7 svart kung · a5 vit bonde · b5 vit bonde · c5 vit bonde · g2 vit kung | a7 svart bonde · b7 svart bonde · c7 svart bonde · g7 svart kung · a5 vit bonde · b5 vit bonde · c5 vit bonde · g2 vit kung | a7 svart bonde · b7 svart bonde · c7 svart bonde · g7 svart kung · a5 vit bonde · b5 vit bonde · c5 vit bonde · g2 vit kung | a7 svart bonde · b7 svart bonde · c7 svart bonde · g7 svart kung · a5 vit bonde · b5 vit bonde · c5 vit bonde · g2 vit kung | a7 svart bonde · b7 svart bonde · c7 svart bonde · g7 svart kung · a5 vit bonde · b5 vit bonde · c5 vit bonde · g2 vit kung | 4 |
| 3 | a7 svart bonde · b7 svart bonde · c7 svart bonde · g7 svart kung · a5 vit bonde · b5 vit bonde · c5 vit bonde · g2 vit kung | a7 svart bonde · b7 svart bonde · c7 svart bonde · g7 svart kung · a5 vit bonde · b5 vit bonde · c5 vit bonde · g2 vit kung | a7 svart bonde · b7 svart bonde · c7 svart bonde · g7 svart kung · a5 vit bonde · b5 vit bonde · c5 vit bonde · g2 vit kung | a7 svart bonde · b7 svart bonde · c7 svart bonde · g7 svart kung · a5 vit bonde · b5 vit bonde · c5 vit bonde · g2 vit kung | a7 svart bonde · b7 svart bonde · c7 svart bonde · g7 svart kung · a5 vit bonde · b5 vit bonde · c5 vit bonde · g2 vit kung | a7 svart bonde · b7 svart bonde · c7 svart bonde · g7 svart kung · a5 vit bonde · b5 vit bonde · c5 vit bonde · g2 vit kung | a7 svart bonde · b7 svart bonde · c7 svart bonde · g7 svart kung · a5 vit bonde · b5 vit bonde · c5 vit bonde · g2 vit kung | a7 svart bonde · b7 svart bonde · c7 svart bonde · g7 svart kung · a5 vit bonde · b5 vit bonde · c5 vit bonde · g2 vit kung | 3 |
| 2 | a7 svart bonde · b7 svart bonde · c7 svart bonde · g7 svart kung · a5 vit bonde · b5 vit bonde · c5 vit bonde · g2 vit kung | a7 svart bonde · b7 svart bonde · c7 svart bonde · g7 svart kung · a5 vit bonde · b5 vit bonde · c5 vit bonde · g2 vit kung | a7 svart bonde · b7 svart bonde · c7 svart bonde · g7 svart kung · a5 vit bonde · b5 vit bonde · c5 vit bonde · g2 vit kung | a7 svart bonde · b7 svart bonde · c7 svart bonde · g7 svart kung · a5 vit bonde · b5 vit bonde · c5 vit bonde · g2 vit kung | a7 svart bonde · b7 svart bonde · c7 svart bonde · g7 svart kung · a5 vit bonde · b5 vit bonde · c5 vit bonde · g2 vit kung | a7 svart bonde · b7 svart bonde · c7 svart bonde · g7 svart kung · a5 vit bonde · b5 vit bonde · c5 vit bonde · g2 vit kung | a7 svart bonde · b7 svart bonde · c7 svart bonde · g7 svart kung · a5 vit bonde · b5 vit bonde · c5 vit bonde · g2 vit kung | a7 svart bonde · b7 svart bonde · c7 svart bonde · g7 svart kung · a5 vit bonde · b5 vit bonde · c5 vit bonde · g2 vit kung | 2 |
| 1 | a7 svart bonde · b7 svart bonde · c7 svart bonde · g7 svart kung · a5 vit bonde · b5 vit bonde · c5 vit bonde · g2 vit kung | a7 svart bonde · b7 svart bonde · c7 svart bonde · g7 svart kung · a5 vit bonde · b5 vit bonde · c5 vit bonde · g2 vit kung | a7 svart bonde · b7 svart bonde · c7 svart bonde · g7 svart kung · a5 vit bonde · b5 vit bonde · c5 vit bonde · g2 vit kung | a7 svart bonde · b7 svart bonde · c7 svart bonde · g7 svart kung · a5 vit bonde · b5 vit bonde · c5 vit bonde · g2 vit kung | a7 svart bonde · b7 svart bonde · c7 svart bonde · g7 svart kung · a5 vit bonde · b5 vit bonde · c5 vit bonde · g2 vit kung | a7 svart bonde · b7 svart bonde · c7 svart bonde · g7 svart kung · a5 vit bonde · b5 vit bonde · c5 vit bonde · g2 vit kung | a7 svart bonde · b7 svart bonde · c7 svart bonde · g7 svart kung · a5 vit bonde · b5 vit bonde · c5 vit bonde · g2 vit kung | a7 svart bonde · b7 svart bonde · c7 svart bonde · g7 svart kung · a5 vit bonde · b5 vit bonde · c5 vit bonde · g2 vit kung | 1 |
|   | a | b | c | d | e | f | g | h |   |

Med långt framskjutna bönder kan det vara möjligt att forcera en fribonde även utan bondemajoritet.
Vit vinner med 1.b6 axb6 2.c6 bxc6 3.a6 eller 1...cxb6 2.a6 bxa6 3.c6. Svart får också fribönder men vits går i dam först.

### Avlägsen fribonde
En avlägsen fribonde är ofta avgörande i ett materiellt lika bondeslutspel. Den avleder motståndarens kung som måste lägga tid på att hämta bonden. Under tiden kan den egna kungen erövra de andra bönderna. 
Det första diagrammet visar ett enkelt exempel med en avlägsen vit fribonde.
1.h6 Kf6 2.Kd5 Kg6 3.Kc6 Kxh6 4.a4 Kg6 5.Kb7 och vit vinner.
Även ställningen i det andra diagrammet är vunnen för vit eftersom som svart är tvungen att hämta a-bonden med kungen. Vits kung hinner då först till kungsflygeln. Partiet kan fortsätta 1.a4 c4+ 2.Kc3 Kc5 3.a5 Kb5 4.a6 Kxa6 5.Kxc4 Kb6 6.Kd5 och vit erövrar bönderna på kungsflygeln.
|   | a | b | c | d | e | f | g | h |   |
| 8 | b7 svart bonde · f7 svart kung · g5 svart bonde · h5 svart bonde · a4 vit bonde · b4 vit bonde · f2 vit kung · g2 vit bonde | b7 svart bonde · f7 svart kung · g5 svart bonde · h5 svart bonde · a4 vit bonde · b4 vit bonde · f2 vit kung · g2 vit bonde | b7 svart bonde · f7 svart kung · g5 svart bonde · h5 svart bonde · a4 vit bonde · b4 vit bonde · f2 vit kung · g2 vit bonde | b7 svart bonde · f7 svart kung · g5 svart bonde · h5 svart bonde · a4 vit bonde · b4 vit bonde · f2 vit kung · g2 vit bonde | b7 svart bonde · f7 svart kung · g5 svart bonde · h5 svart bonde · a4 vit bonde · b4 vit bonde · f2 vit kung · g2 vit bonde | b7 svart bonde · f7 svart kung · g5 svart bonde · h5 svart bonde · a4 vit bonde · b4 vit bonde · f2 vit kung · g2 vit bonde | b7 svart bonde · f7 svart kung · g5 svart bonde · h5 svart bonde · a4 vit bonde · b4 vit bonde · f2 vit kung · g2 vit bonde | b7 svart bonde · f7 svart kung · g5 svart bonde · h5 svart bonde · a4 vit bonde · b4 vit bonde · f2 vit kung · g2 vit bonde | 8 |
| 7 | b7 svart bonde · f7 svart kung · g5 svart bonde · h5 svart bonde · a4 vit bonde · b4 vit bonde · f2 vit kung · g2 vit bonde | b7 svart bonde · f7 svart kung · g5 svart bonde · h5 svart bonde · a4 vit bonde · b4 vit bonde · f2 vit kung · g2 vit bonde | b7 svart bonde · f7 svart kung · g5 svart bonde · h5 svart bonde · a4 vit bonde · b4 vit bonde · f2 vit kung · g2 vit bonde | b7 svart bonde · f7 svart kung · g5 svart bonde · h5 svart bonde · a4 vit bonde · b4 vit bonde · f2 vit kung · g2 vit bonde | b7 svart bonde · f7 svart kung · g5 svart bonde · h5 svart bonde · a4 vit bonde · b4 vit bonde · f2 vit kung · g2 vit bonde | b7 svart bonde · f7 svart kung · g5 svart bonde · h5 svart bonde · a4 vit bonde · b4 vit bonde · f2 vit kung · g2 vit bonde | b7 svart bonde · f7 svart kung · g5 svart bonde · h5 svart bonde · a4 vit bonde · b4 vit bonde · f2 vit kung · g2 vit bonde | b7 svart bonde · f7 svart kung · g5 svart bonde · h5 svart bonde · a4 vit bonde · b4 vit bonde · f2 vit kung · g2 vit bonde | 7 |
| 6 | b7 svart bonde · f7 svart kung · g5 svart bonde · h5 svart bonde · a4 vit bonde · b4 vit bonde · f2 vit kung · g2 vit bonde | b7 svart bonde · f7 svart kung · g5 svart bonde · h5 svart bonde · a4 vit bonde · b4 vit bonde · f2 vit kung · g2 vit bonde | b7 svart bonde · f7 svart kung · g5 svart bonde · h5 svart bonde · a4 vit bonde · b4 vit bonde · f2 vit kung · g2 vit bonde | b7 svart bonde · f7 svart kung · g5 svart bonde · h5 svart bonde · a4 vit bonde · b4 vit bonde · f2 vit kung · g2 vit bonde | b7 svart bonde · f7 svart kung · g5 svart bonde · h5 svart bonde · a4 vit bonde · b4 vit bonde · f2 vit kung · g2 vit bonde | b7 svart bonde · f7 svart kung · g5 svart bonde · h5 svart bonde · a4 vit bonde · b4 vit bonde · f2 vit kung · g2 vit bonde | b7 svart bonde · f7 svart kung · g5 svart bonde · h5 svart bonde · a4 vit bonde · b4 vit bonde · f2 vit kung · g2 vit bonde | b7 svart bonde · f7 svart kung · g5 svart bonde · h5 svart bonde · a4 vit bonde · b4 vit bonde · f2 vit kung · g2 vit bonde | 6 |
| 5 | b7 svart bonde · f7 svart kung · g5 svart bonde · h5 svart bonde · a4 vit bonde · b4 vit bonde · f2 vit kung · g2 vit bonde | b7 svart bonde · f7 svart kung · g5 svart bonde · h5 svart bonde · a4 vit bonde · b4 vit bonde · f2 vit kung · g2 vit bonde | b7 svart bonde · f7 svart kung · g5 svart bonde · h5 svart bonde · a4 vit bonde · b4 vit bonde · f2 vit kung · g2 vit bonde | b7 svart bonde · f7 svart kung · g5 svart bonde · h5 svart bonde · a4 vit bonde · b4 vit bonde · f2 vit kung · g2 vit bonde | b7 svart bonde · f7 svart kung · g5 svart bonde · h5 svart bonde · a4 vit bonde · b4 vit bonde · f2 vit kung · g2 vit bonde | b7 svart bonde · f7 svart kung · g5 svart bonde · h5 svart bonde · a4 vit bonde · b4 vit bonde · f2 vit kung · g2 vit bonde | b7 svart bonde · f7 svart kung · g5 svart bonde · h5 svart bonde · a4 vit bonde · b4 vit bonde · f2 vit kung · g2 vit bonde | b7 svart bonde · f7 svart kung · g5 svart bonde · h5 svart bonde · a4 vit bonde · b4 vit bonde · f2 vit kung · g2 vit bonde | 5 |
| 4 | b7 svart bonde · f7 svart kung · g5 svart bonde · h5 svart bonde · a4 vit bonde · b4 vit bonde · f2 vit kung · g2 vit bonde | b7 svart bonde · f7 svart kung · g5 svart bonde · h5 svart bonde · a4 vit bonde · b4 vit bonde · f2 vit kung · g2 vit bonde | b7 svart bonde · f7 svart kung · g5 svart bonde · h5 svart bonde · a4 vit bonde · b4 vit bonde · f2 vit kung · g2 vit bonde | b7 svart bonde · f7 svart kung · g5 svart bonde · h5 svart bonde · a4 vit bonde · b4 vit bonde · f2 vit kung · g2 vit bonde | b7 svart bonde · f7 svart kung · g5 svart bonde · h5 svart bonde · a4 vit bonde · b4 vit bonde · f2 vit kung · g2 vit bonde | b7 svart bonde · f7 svart kung · g5 svart bonde · h5 svart bonde · a4 vit bonde · b4 vit bonde · f2 vit kung · g2 vit bonde | b7 svart bonde · f7 svart kung · g5 svart bonde · h5 svart bonde · a4 vit bonde · b4 vit bonde · f2 vit kung · g2 vit bonde | b7 svart bonde · f7 svart kung · g5 svart bonde · h5 svart bonde · a4 vit bonde · b4 vit bonde · f2 vit kung · g2 vit bonde | 4 |
| 3 | b7 svart bonde · f7 svart kung · g5 svart bonde · h5 svart bonde · a4 vit bonde · b4 vit bonde · f2 vit kung · g2 vit bonde | b7 svart bonde · f7 svart kung · g5 svart bonde · h5 svart bonde · a4 vit bonde · b4 vit bonde · f2 vit kung · g2 vit bonde | b7 svart bonde · f7 svart kung · g5 svart bonde · h5 svart bonde · a4 vit bonde · b4 vit bonde · f2 vit kung · g2 vit bonde | b7 svart bonde · f7 svart kung · g5 svart bonde · h5 svart bonde · a4 vit bonde · b4 vit bonde · f2 vit kung · g2 vit bonde | b7 svart bonde · f7 svart kung · g5 svart bonde · h5 svart bonde · a4 vit bonde · b4 vit bonde · f2 vit kung · g2 vit bonde | b7 svart bonde · f7 svart kung · g5 svart bonde · h5 svart bonde · a4 vit bonde · b4 vit bonde · f2 vit kung · g2 vit bonde | b7 svart bonde · f7 svart kung · g5 svart bonde · h5 svart bonde · a4 vit bonde · b4 vit bonde · f2 vit kung · g2 vit bonde | b7 svart bonde · f7 svart kung · g5 svart bonde · h5 svart bonde · a4 vit bonde · b4 vit bonde · f2 vit kung · g2 vit bonde | 3 |
| 2 | b7 svart bonde · f7 svart kung · g5 svart bonde · h5 svart bonde · a4 vit bonde · b4 vit bonde · f2 vit kung · g2 vit bonde | b7 svart bonde · f7 svart kung · g5 svart bonde · h5 svart bonde · a4 vit bonde · b4 vit bonde · f2 vit kung · g2 vit bonde | b7 svart bonde · f7 svart kung · g5 svart bonde · h5 svart bonde · a4 vit bonde · b4 vit bonde · f2 vit kung · g2 vit bonde | b7 svart bonde · f7 svart kung · g5 svart bonde · h5 svart bonde · a4 vit bonde · b4 vit bonde · f2 vit kung · g2 vit bonde | b7 svart bonde · f7 svart kung · g5 svart bonde · h5 svart bonde · a4 vit bonde · b4 vit bonde · f2 vit kung · g2 vit bonde | b7 svart bonde · f7 svart kung · g5 svart bonde · h5 svart bonde · a4 vit bonde · b4 vit bonde · f2 vit kung · g2 vit bonde | b7 svart bonde · f7 svart kung · g5 svart bonde · h5 svart bonde · a4 vit bonde · b4 vit bonde · f2 vit kung · g2 vit bonde | b7 svart bonde · f7 svart kung · g5 svart bonde · h5 svart bonde · a4 vit bonde · b4 vit bonde · f2 vit kung · g2 vit bonde | 2 |
| 1 | b7 svart bonde · f7 svart kung · g5 svart bonde · h5 svart bonde · a4 vit bonde · b4 vit bonde · f2 vit kung · g2 vit bonde | b7 svart bonde · f7 svart kung · g5 svart bonde · h5 svart bonde · a4 vit bonde · b4 vit bonde · f2 vit kung · g2 vit bonde | b7 svart bonde · f7 svart kung · g5 svart bonde · h5 svart bonde · a4 vit bonde · b4 vit bonde · f2 vit kung · g2 vit bonde | b7 svart bonde · f7 svart kung · g5 svart bonde · h5 svart bonde · a4 vit bonde · b4 vit bonde · f2 vit kung · g2 vit bonde | b7 svart bonde · f7 svart kung · g5 svart bonde · h5 svart bonde · a4 vit bonde · b4 vit bonde · f2 vit kung · g2 vit bonde | b7 svart bonde · f7 svart kung · g5 svart bonde · h5 svart bonde · a4 vit bonde · b4 vit bonde · f2 vit kung · g2 vit bonde | b7 svart bonde · f7 svart kung · g5 svart bonde · h5 svart bonde · a4 vit bonde · b4 vit bonde · f2 vit kung · g2 vit bonde | b7 svart bonde · f7 svart kung · g5 svart bonde · h5 svart bonde · a4 vit bonde · b4 vit bonde · f2 vit kung · g2 vit bonde | 1 |
|   | a | b | c | d | e | f | g | h |   |

Nästa diagram är ett illustrativt exempel. Ställningen ser symmetrisk ut men vit har sin bondemajoritet på damflygeln medan kungarna finns på kungsflygeln (om kungarna i stället hade stått på c-linjen hade svart vunnit).
Vinstmetoden är enkel: forcera en fribonde på damflygeln och erövra svarts bönder på kungsflygeln.
1.a5 Ke6 2.b5 Kd6 3.a6 bxa6 4.bxa6 Kc6 5.Kf3 Kb6 6.Ke4 Kxa6 7.Kf5 g4 8.Kg5 g3 9.Kxh5 Kb6 10.Kg4 Kc6 11.Kxg3 etc.

### Garderad fribonde
|   | a                                                                                           | b                                                                                           | c                                                                                           | d                                                                                           | e                                                                                           | f                                                                                           | g                                                                                           | h                                                                                           |   |
| 8 | e6 svart kung · b5 svart bonde · c5 vit bonde · h5 svart bonde · b4 vit bonde · c3 vit kung | e6 svart kung · b5 svart bonde · c5 vit bonde · h5 svart bonde · b4 vit bonde · c3 vit kung | e6 svart kung · b5 svart bonde · c5 vit bonde · h5 svart bonde · b4 vit bonde · c3 vit kung | e6 svart kung · b5 svart bonde · c5 vit bonde · h5 svart bonde · b4 vit bonde · c3 vit kung | e6 svart kung · b5 svart bonde · c5 vit bonde · h5 svart bonde · b4 vit bonde · c3 vit kung | e6 svart kung · b5 svart bonde · c5 vit bonde · h5 svart bonde · b4 vit bonde · c3 vit kung | e6 svart kung · b5 svart bonde · c5 vit bonde · h5 svart bonde · b4 vit bonde · c3 vit kung | e6 svart kung · b5 svart bonde · c5 vit bonde · h5 svart bonde · b4 vit bonde · c3 vit kung | 8 |
| 7 | e6 svart kung · b5 svart bonde · c5 vit bonde · h5 svart bonde · b4 vit bonde · c3 vit kung | e6 svart kung · b5 svart bonde · c5 vit bonde · h5 svart bonde · b4 vit bonde · c3 vit kung | e6 svart kung · b5 svart bonde · c5 vit bonde · h5 svart bonde · b4 vit bonde · c3 vit kung | e6 svart kung · b5 svart bonde · c5 vit bonde · h5 svart bonde · b4 vit bonde · c3 vit kung | e6 svart kung · b5 svart bonde · c5 vit bonde · h5 svart bonde · b4 vit bonde · c3 vit kung | e6 svart kung · b5 svart bonde · c5 vit bonde · h5 svart bonde · b4 vit bonde · c3 vit kung | e6 svart kung · b5 svart bonde · c5 vit bonde · h5 svart bonde · b4 vit bonde · c3 vit kung | e6 svart kung · b5 svart bonde · c5 vit bonde · h5 svart bonde · b4 vit bonde · c3 vit kung | 7 |
| 6 | e6 svart kung · b5 svart bonde · c5 vit bonde · h5 svart bonde · b4 vit bonde · c3 vit kung | e6 svart kung · b5 svart bonde · c5 vit bonde · h5 svart bonde · b4 vit bonde · c3 vit kung | e6 svart kung · b5 svart bonde · c5 vit bonde · h5 svart bonde · b4 vit bonde · c3 vit kung | e6 svart kung · b5 svart bonde · c5 vit bonde · h5 svart bonde · b4 vit bonde · c3 vit kung | e6 svart kung · b5 svart bonde · c5 vit bonde · h5 svart bonde · b4 vit bonde · c3 vit kung | e6 svart kung · b5 svart bonde · c5 vit bonde · h5 svart bonde · b4 vit bonde · c3 vit kung | e6 svart kung · b5 svart bonde · c5 vit bonde · h5 svart bonde · b4 vit bonde · c3 vit kung | e6 svart kung · b5 svart bonde · c5 vit bonde · h5 svart bonde · b4 vit bonde · c3 vit kung | 6 |
| 5 | e6 svart kung · b5 svart bonde · c5 vit bonde · h5 svart bonde · b4 vit bonde · c3 vit kung | e6 svart kung · b5 svart bonde · c5 vit bonde · h5 svart bonde · b4 vit bonde · c3 vit kung | e6 svart kung · b5 svart bonde · c5 vit bonde · h5 svart bonde · b4 vit bonde · c3 vit kung | e6 svart kung · b5 svart bonde · c5 vit bonde · h5 svart bonde · b4 vit bonde · c3 vit kung | e6 svart kung · b5 svart bonde · c5 vit bonde · h5 svart bonde · b4 vit bonde · c3 vit kung | e6 svart kung · b5 svart bonde · c5 vit bonde · h5 svart bonde · b4 vit bonde · c3 vit kung | e6 svart kung · b5 svart bonde · c5 vit bonde · h5 svart bonde · b4 vit bonde · c3 vit kung | e6 svart kung · b5 svart bonde · c5 vit bonde · h5 svart bonde · b4 vit bonde · c3 vit kung | 5 |
| 4 | e6 svart kung · b5 svart bonde · c5 vit bonde · h5 svart bonde · b4 vit bonde · c3 vit kung | e6 svart kung · b5 svart bonde · c5 vit bonde · h5 svart bonde · b4 vit bonde · c3 vit kung | e6 svart kung · b5 svart bonde · c5 vit bonde · h5 svart bonde · b4 vit bonde · c3 vit kung | e6 svart kung · b5 svart bonde · c5 vit bonde · h5 svart bonde · b4 vit bonde · c3 vit kung | e6 svart kung · b5 svart bonde · c5 vit bonde · h5 svart bonde · b4 vit bonde · c3 vit kung | e6 svart kung · b5 svart bonde · c5 vit bonde · h5 svart bonde · b4 vit bonde · c3 vit kung | e6 svart kung · b5 svart bonde · c5 vit bonde · h5 svart bonde · b4 vit bonde · c3 vit kung | e6 svart kung · b5 svart bonde · c5 vit bonde · h5 svart bonde · b4 vit bonde · c3 vit kung | 4 |
| 3 | e6 svart kung · b5 svart bonde · c5 vit bonde · h5 svart bonde · b4 vit bonde · c3 vit kung | e6 svart kung · b5 svart bonde · c5 vit bonde · h5 svart bonde · b4 vit bonde · c3 vit kung | e6 svart kung · b5 svart bonde · c5 vit bonde · h5 svart bonde · b4 vit bonde · c3 vit kung | e6 svart kung · b5 svart bonde · c5 vit bonde · h5 svart bonde · b4 vit bonde · c3 vit kung | e6 svart kung · b5 svart bonde · c5 vit bonde · h5 svart bonde · b4 vit bonde · c3 vit kung | e6 svart kung · b5 svart bonde · c5 vit bonde · h5 svart bonde · b4 vit bonde · c3 vit kung | e6 svart kung · b5 svart bonde · c5 vit bonde · h5 svart bonde · b4 vit bonde · c3 vit kung | e6 svart kung · b5 svart bonde · c5 vit bonde · h5 svart bonde · b4 vit bonde · c3 vit kung | 3 |
| 2 | e6 svart kung · b5 svart bonde · c5 vit bonde · h5 svart bonde · b4 vit bonde · c3 vit kung | e6 svart kung · b5 svart bonde · c5 vit bonde · h5 svart bonde · b4 vit bonde · c3 vit kung | e6 svart kung · b5 svart bonde · c5 vit bonde · h5 svart bonde · b4 vit bonde · c3 vit kung | e6 svart kung · b5 svart bonde · c5 vit bonde · h5 svart bonde · b4 vit bonde · c3 vit kung | e6 svart kung · b5 svart bonde · c5 vit bonde · h5 svart bonde · b4 vit bonde · c3 vit kung | e6 svart kung · b5 svart bonde · c5 vit bonde · h5 svart bonde · b4 vit bonde · c3 vit kung | e6 svart kung · b5 svart bonde · c5 vit bonde · h5 svart bonde · b4 vit bonde · c3 vit kung | e6 svart kung · b5 svart bonde · c5 vit bonde · h5 svart bonde · b4 vit bonde · c3 vit kung | 2 |
| 1 | e6 svart kung · b5 svart bonde · c5 vit bonde · h5 svart bonde · b4 vit bonde · c3 vit kung | e6 svart kung · b5 svart bonde · c5 vit bonde · h5 svart bonde · b4 vit bonde · c3 vit kung | e6 svart kung · b5 svart bonde · c5 vit bonde · h5 svart bonde · b4 vit bonde · c3 vit kung | e6 svart kung · b5 svart bonde · c5 vit bonde · h5 svart bonde · b4 vit bonde · c3 vit kung | e6 svart kung · b5 svart bonde · c5 vit bonde · h5 svart bonde · b4 vit bonde · c3 vit kung | e6 svart kung · b5 svart bonde · c5 vit bonde · h5 svart bonde · b4 vit bonde · c3 vit kung | e6 svart kung · b5 svart bonde · c5 vit bonde · h5 svart bonde · b4 vit bonde · c3 vit kung | e6 svart kung · b5 svart bonde · c5 vit bonde · h5 svart bonde · b4 vit bonde · c3 vit kung | 1 |
|   | a                                                                                           | b                                                                                           | c                                                                                           | d                                                                                           | e                                                                                           | f                                                                                           | g                                                                                           | h                                                                                           |   |

En garderad fribonde är mycket stark i slutspelet. Motståndarens kung kan inte slå den bakre bonden (då går den främre i dam) så kungen är bunden till att bevaka fribonden.
I diagrammet ser svarts avlägsna fribonde på h-linjen farlig ut men vit kan lugnt gå och hämta den eftersom svarts kung inte kan avlägsna sig för långt från c-linjen. Vit vinner sen lätt med damflygelbönderna. 

### Fribönder på båda sidor
Om båda sidor har fribönder som inte går att stoppa så blir det kapplöpning mellan bönderna. En viktig aspekt är om en bonde kan vinna tempo genom att gå i dam med schack eller bevaka den andra bondens förvandlingsfält. Här är ett enkelt problem som illustrerar detta.
1.b6+! Kxb6 2.h4 och vits bonde går i dam först och täcker fältet a1. Fel hade varit 1.h4? axb5 och svart får dam på b1 i stället med remi eller 1.bxa6?? b5 och svart går i dam först och vinner sen vits dam med en schack på b8.
Ibland kan också den bonde som går i dam först, schacka till sig motståndarens dam som i det andra diagrammet.
Om vit är vid draget vinner han efter 1.a5 g4 2.a6 g3 3.a7 g2 4.a8D g1D 5.Da7+ och svarts dam faller. Om svart är vid draget vinner han på motsvarande sätt med en damschack på g2.

### Rétimanöver
Ovan beskrivs hur kungen måste vara inom bondens kvadrat för att hinna ifatt den. I vissa lägen kan dock kungen hinna ifatt bonden genom att kombinera bondejakten med andra hot. Det kallas ibland för en Rétimanöver efter en känd slutspelsstudie av Richard Réti.
Det ser omöjligt ut för vits kung att fånga den svarta bonden men vit håller remi genom
1.Kg7 h4 2.Kf6 Kb6
Om 2...h3 så 3.Ke7 och vits bonde går också i dam.
3.Ke5 Kxc6
Återigen leder 3...h3 4.Kd6 till att båda bönderna går i dam.
4.Kf4 och kungen hinner i fatt bonden. En viktig poäng är att kungens väg från h8 till h1 går lika snabbt över e5 som om den hade gått rakt ner på h-linjen.
I det andra diagrammet kommer idén till användning i ett riktigt parti.
Om svart spelar 60...Kc2? går bonden i dam efter 61.f4. Rätt drag är 60...Kb2! och nu går inte 61.f4? a3 och svart vinner så vit måste spela 61.Kxa4. Svart hinner då in i bondens kvadrat med 61...Kc3 62.f4 Kd4 remi.

## Exempel på slutspel med bönder på båda sidor
Det finns många olika varianter av slutspel med bönder på båda sidor.
Med lika antal bönder på bara en flygel är spelet normalt remi om inte den ena kungen står närmare bönderna och kan erövra dem. Det första diagrammet är ett speciellt exempel.
1.Kc4 Kc2 2.Kd4 Kd2 3.Ke4 Ke2 4.Kf5 Kf2 5.Kxg5 Kxg2 6.Kg4! Kf2 7.Kxf4 och vit vinner.
Dubbelbönder eller andra svagheter som gör det omöjligt att forcera en fribonde även om man har majoritet på en flygel är en betydande svaghet. Ställningen i det andra diagrammet kan se lika ut. Vit har en merbonde på kungsflygeln och svart har en på damflygeln, men en viktig skillnad är att svart inte kan skaffa sig en fribonde.
Vit vinner genom att avancera med bönderna på kungsflygeln och byta av tills han har en fribonde som svart måste bevaka med kungen. Vits kung går då till damflygeln och hämtar svarts bönder.
I nästa diagram ser det ut att vara en situation där svart vinner med hjälp av en avlägsen fribonde, och svart vann faktiskt partiet efter 1.f4? f6 2.g5 Kd4. Men just i det här fallet hade vit en studieartad väg till vinst.
1.f6!
1.g5? f6 hjälper inte vit.
1...gxf6 2.f4 Kd4 3.g5 fxg5 4.fxg5 Ke5
Efter 4...hxg5 går h-bonden i dam.
5.gxh6 Kf6 6.Kc2 och vi har nått ställningen i det andra diagrammet.
Svart är i dragtvång och vart han än flyttar kungen följer 7.h7 och bonden går i dam.
Dragtvång avgör även nästa parti.
1...Kd7
För att få opposition. 
1...b4 2.axb4 c3 3.Kd3 cxb2 4.Kc2 a3 5.b5 Kd6 6.b6 blir remi. 
2.Kd4 Kd6 3.g3 f6 uppgivet.
I det andra diagrammet kan vits fribönder se farligare ut än svarts men ...
52...f4!
Svart offrar en bonde för att skaffa sig en andra fribonde.
53.gxf4+
53.b6 Kd6 54.gxf4 g3 ändrar inte utgången. 
53...Kd6 54.a5 g3
Vits kung kan inte stoppa svarts båda bönder medan svarts kung kan blockera a- och b-bönderna.
55.a6 Kc7 56.Ke2 d3+ 57.Kxd3 g2 58.Ke4 g1D 59.Kf5 Db6 60.Kg5 Kd7 61.f5 Ke7 uppgivet.